# 夏之雨
《夏之雨》為CUBE社於2009年9月25日發售。為該社所發行的第一部作品，並獲得「萌えゲーアワード2010」純愛類遊戲的金賞。
作品的世界觀緊貼現實，以梅雨紛紛的夏天為背景，描述了一段環繞著親情，棄子、近親結婚與欺凌的問題中的真摯感情。

## 故事
主人公櫻井宗介就讀於三橋學園的學生，由於曾被前輩所欺凌，與朋友宮沢翠和武田一志共同組成「下課後足球同好會」，放學後在河灘地練習。
這天，櫻井宗介一如平常的回到家中時，突然發現家裡有位從未見過的少女，家裡的氣氛嚴肅了起來，少女報出自己的名字-瀨川理香子。在僵持中，櫻井宗介的母親出現了，對著有如怕對方暴起殺人滅口直盯著瀨川理香子看的宗介，說了：「她是其實是你姐啦，跟你同歲的。」「由於父親過世而搬了過來。」在母親說明後，櫻井宗介默默的認了這個突然出現的「同父異母」姐姐。
然而櫻井家空間有限，瀨川理香子暫時寄住在妹妹櫻井朋實的房間，然而由於朋實認為瀨川理香子的母親搶走了自己的父親，因此對於瀨川理香子態度極為惡劣。同時她也與宗介格格不入，並遭到班上同學排擠，因此憤而生出了搬出去住的念頭。
理香子：「我要自己搬出去住！使用身體賺錢也沒關係！」
面對理香子爆炸性的發言，宗介氣惱的把錢塞進理香子的口袋，怒道：「那我就用這些錢把你買下來！」將理香子一把拉進自己的房間...

## 登場角色

### 主要角色
櫻井宗介
本作主人公，由於同學被欺凌向前輩暴力相向被迫退出足球隊，與朋友宮澤翠和武田一志共同組成了「下課後足球同好會」。在父母離婚時被父親所拋棄，而曾住在母親的娘家。
瀨川理香子（聲優：さくらはづき）
因父親身故依遺囑居住在櫻井家，與櫻井宗介同年但較早出生，因此是宗介同父异母的姐姐。
表現冷酷，個性好強不服輸，因為討厭失敗而變的認真，也會硬吃下自己不喜歡的食物卻說好吃。無論是在課業或是在運動表現皆極佳，也因此被人倚靠，然而對料理卻完全不得要領。
宮澤翠
原本足球隊的經理，與宗介如同其男性友人般親密。在宗介退出足球隊事件發生後隨即退出足球隊。
個性開朗活潑，表裡如一，喜歡幫助朋友，也因此有著許多良好的人際關係。熱愛運動，是個體育全能少女。
伊東日向子(雛子)（聲優：佐本二厘）
與主人公宗介同樣就讀於三橋學園而年長一年級的學姐。於宗介搬到宗介母親娘家住的時期，與宗介一同玩耍成為宗介的青梅竹馬，經常到宗介家代替疏於家事的宗介母親做飯。
有著溫柔的性格與姣好的身材，在學校的人氣很高。擅長游泳，同時也是是游泳社的副社長。
篠岡美沙（聲優：澤田夏）
三橋學園的新進的國語老師，也是烹飪部的顧問。雖然平常很少做料理，但由於接下烹飪部的顧問，開始了自發性的練習。
由於年齡與學生相近，與學生表持著如同朋友般的關係，在學校有著很高的人氣。

### 其他角色
櫻井夏子
櫻井宗介與朋實的母親，是個以「奈月あきら」為筆名的愛情小說家，第一部作品為《等待流星》。是個不修邊幅的母親，在過去離婚時有段放棄育幼義務的時期，成為家庭裡的禁忌，對動物過敏。
櫻井朋實（聲優：朝日奈舞）
櫻井宗介的親妹妹，在母親的授意下就讀於寄宿學校，個性溫柔害羞，由於認為理香子的母親搶走自己的父親，與理香子敵對。
桂木千惠（聲優：杏子御津）
足球部经理，一年級生。
篠岡寧寧（聲優：木口亞美）
美沙的姪女，幼稚園生。
西村香奈
理香子以前上的学园的同班同学，能说是理香子为数很少的朋友。
武田一志
宗介的好友，原足球部的王牌候补。
村井耕介（聲優：柑木誉）
所属足球部，宗介他们的好朋友。
須山流人（聲優：山多悠）
所属私立谷川学园的足球部，王牌前锋。

## 主題曲
主題歌『Platonic Syndrome』
作曲/編曲 - ANZE HIJIRI、歌手 - Duca
エンディングテーマ『Love letter』
作曲/編曲 - ANZE HIJIRI、歌手 - Duca

## 跨媒體

### 書籍
CUBE於2010年2月26日發售《夏之雨 視覺資料集》。

## 影響
《夏之雨》在日本美少女遊戲與動畫相關商品銷售網站Getchu.com的2009年9月銷量榜上排名第13，10月排名第30。

## 外部連結
- 夏之雨 （页面存档备份，存于） （日語）